# Sue Lloyd-Roberts
Susan Ann «Sue» Lloyd-Roberts (Belgravia, Londres, 27 d'octubre de 1950 – 13 d'octubre de 2015) fou una periodista de televisió anglesa que va treballar en programes de la BBC i, en els inicis de la seva carrera, va treballar per ITN.

## Primers anys
Nascuda a Londres el 1950, va ser la filla del cirurgià ortopèdic George Lloyd-Roberts i de Catherine (nascuda com a Ray). Va estudiar a la Francis Holland School, el Cheltenham Ladies College i va estudiar història i llengües modernes al St Hilda's College d'Oxford (1970-1973), on es va graduar per la Universitat d'Oxford amb un honours degree del Bachelor of Arts de segona classe. Durant el seu període universitari va treballar en la revista estudiantil Isis.

## Carrera
Es va unir a la cadena britànica ITN, el canal de notícies d'ITV, després d'acabar la universitat. Llavors, va formar part del programa News at Ten, de la mateixa cadena.
Lloyd-Roberts va començar a treballar a la BBC el 1992. Va treballar com a corresponsal, viatjant i informant sobre les notícies més importants d'arreu del món, incloses qüestions importants no cobertes àmpliament en altres mitjans. Va presentar molts reportatges detallats per als programes Newsnight i Our World, un espai de la BBC sobre l'actualitat internacional.
Lloyd-Roberts va informar des de països com Corea del Nord i Síria, on va tractar qüestions importants, com les violacions dels drets humans, la degradació ambiental i la corrupció política.

## Malaltia i mort
Va anunciar al programa de Victoria Derbyshire que havia estat diagnosticada amb una forma agressiva de leucèmia i que necessitava amb urgència un donant del teixit corresponent perquè pogués tenir un trasplantament de cèl·lules mare. Lloyd-Roberts va confirmar que es gravaria en un vídeo diari pel programa. Va morir el 13 d'octubre de 2015 a l'University College Hospital, de Londres, a l'edat de 64 anys.

## Premis i reconeixements
- 1995: European Women of Achievement Award, Unió Europea de Dones, Londres.[8]
- 2002: Membre de l'Orde de l'Imperi Britànic (MBE) pels serveis a la difusió del periodisme.[9]
- 2011: Premi Emmy pels seus reportatges a Corea del Nord.[10]
- 2013: Comandant de l'Orde de l'Imperi Britànic pels serveis al periodisme.[11]